# Olga Łarionowa
Olga Nikołajewna Łarionowa (ros. Ольга Николаевна Ларионова; ur. 16 marca 1935 w Leningradzie) – rosyjska pisarka, prozaiczka.
Debiutowała w 1967 roku opowiadaniem naukowo-fantastycznym Ten, który uciekł na drugą stronę (ros. Перебежчик). Rozgłos przyniosła jej powieść Leopard ze szczytu Kilimandżaro (ros. Леопард с вершины Килиманджаро), gdzie umiejętnie połączyła chwyty psychologiczne z hipotezami naukowymi, tworząc swoisty gatunek lirycznej powieści naukowo-fantastycznej.
Debiutem książkowym był tom nowel i opowieści Wyspa męstwa (ros. Остров мужества). Wstęp do wydania napisał paleontolog i powieściopisarz science-fiction Iwan Jefriemow. Zbiory opowiadań i opowieści Na tym samym miejscu (ros. На этом самом месте, 1967), Kaczka-wabik (ros. Подсадная утка 1976), Baśń królów (ros. казка королей, 1981) stanowią odejście od gatunku „ballad technicznych” w kierunku baśni fantastycznych.
Łarionowa stworzyła też cykl „sonat” fantastycznych inspirowanych akwarelami litewskiego malarza i muzyka Mikalojusa Čiurlionisa, które znalazły się w tomie Baśń królów.